# Corriere dell'Umbria
Il Corriere dell'Umbria è un quotidiano italiano fondato nel 1983.
È il capostipite di una serie di giornali locali che fanno parte del Gruppo Corriere (Corriere dell'Umbria, Corriere di Arezzo, Corriere di Siena e Corriere di Maremma, relativi siti internet, tre supplementi mensili, iM-iMotori del Corriere, iV-iViaggi del Corriere, vB-via Bacco e Corriere Mag) e Radio Corriere dell'Umbria. Fino al 2013 aveva tre edizioni locali (Perugia, Foligno/Spoleto, Terni). Attualmente in Umbria viene pubblicato in edizione unica con pagine dedicate alle cronache nazionali, internazionali e regionali dell'Umbria, con dettagli della vita delle due province dell'Umbria, Perugia e Terni.
Dal primo gennaio 2023 è diretto da Sergio Casagrande, uno dei giornalisti fondatori della testata.
Casagrande è anche il direttore di tutte le altre testate del Gruppo Corriere e di Radio Corriere dell'Umbria.

## Storia
Il giornale è in edicola dal 18 maggio 1983. Tre giorni prima (15 maggio 1983) fu anticipato da un numero zero, a tiratura limitata, interamente dedicato alla Corsa dei Ceri di Gubbio. Si compone in media da 56-64 pagine interamente a colori, divise per vari settori (Il fatto, Primo piano, Economia, Lettere e opinioni, Cronache cittadine, Spettacoli e Appuntamenti). Dal 1º ottobre 2008 per le tre edizioni dell'Umbria viene realizzato un fascicolo full-color di 16 pagine interamente dedicato allo sport regionale; l'uscita del fascicolo, offerto come supplemento quotidiano copiegato al fascicolo di cronache, è quotidiana.
La redazione centrale è a Perugia, e dal 2012 è tornata nella storica sede di via Pievaiola, che un tempo era divisa con l'emittente televisiva RTE24H e che, dopo essere stata sottoposta a un totale restauro, è tornata interamente di proprietà della testata.
Ha corrispondenti in tutti i 92 comuni dell'Umbria, e redazioni nelle principali città: Perugia, Terni, Foligno, Spoleto, Città di Castello e Gubbio. In Umbria ha tre redazioni, quella centrale perugina e quelle distaccate di Terni e Foligno (queste ultime riaperte nel 2023). Ha inoltre uffici di corrispondenze a Città di Castello e nel centro storico di Perugia. In passato erano presenti uffici di corrispondenza anche a Spoleto, Orvieto, Assisi e Todi. Per le altre edizioni presenti nell'Italia Centrale ha redazioni in Toscana (Arezzo e Siena) e un ufficio di corrispondenza a Grosseto.
Ogni mese pubblica inoltre il mensile iM - i Motori del Corriere, magazine dedicato ad auto e moto. Molti gli inserti, le rubriche e i supplementi con uscita periodica (Lavoro, Umbria Economia, Umbria Volontariato, Scuola e Libri). Il Corriere MAG, invece, è un supplemento patinato generalista (affronta qualsiasi argomento, prevalentemente di carattere economico e locale) e monografico allo stesso tempo (l'argomento scelto per il mese è sempre comunque monotematico).
Direttori del Corriere dell'Umbria sono stati: Antonio Carlo Ponti (dal 15 maggio 1983 all'8 settembre 1983), Giulio Mastroianni (dal 9 settembre 1983 al 3 marzo 1986), Sergio Benincasa (dal 4 marzo 1986 al 31 gennaio 1995), Nino Botta (dal primo febbraio 1995 al 2 maggio 1997), Federico Fioravanti (dal 3 maggio 1997 al 12 gennaio 2009), Anna Mossuto (dal 13 gennaio 2009 al 31 dicembre 2017), Franco Bechis (dal primo gennaio 2018 al 18 novembre 2018) e Davide Vecchi (dal 19 novembre 2018 al 31 dicembre 2022). Il precedente centro stampa, che si componeva di 3 rotative ed era situato presso la sede centrale del quotidiano, è stato venduto e da allora la pubblicazione viene affidata alla Galeati Perugia Industrie Grafiche, che stampa i quotidiani del gruppo nel centro rotative di Trevi.
Il corpo redazionale è formato da 73 giornalisti, più un rilevante numero di collaboratori esterni contrattualizzati. La redazione centrale si compone di settori: interni ed esteri, cronaca, economia, province, sport, spettacoli e cultura, ed eventi speciali. L'attuale editrice è il Gruppo Corriere, società a responsabilità limitata.
La testata, fondata nel 1983 dall'editore di Gubbio Leonello Mosca, dopo essere stata gestita da varie società e dopo essere stata di proprietà, dal 2004 al 2013, del gruppo Barbetti di Gubbio, il 5 aprile 2013 era stata acquistata dal gruppo Tosinvest di Roma della famiglia Angelucci.
Dalla fine del 2022 è di proprietà di Polimedia, società che fa capo alla famiglia Polidori di Città di Castello (Cepu, eCampus e Università degli Studi Link), che ha acquistato il Gruppo Corriere dalla famiglia Angelucci con le sole testate Corriere dell'Umbria, Corriere di Arezzo, Corriere di Siena e Corriere di Maremma, mentre Corriere di Viterbo e Corriere di Rieti sono rimasti di proprietà degli Angelucci. Da marzo 2023 allo storico mensile iM-iMotori del Corriere sono stati aggiunti anche i supplementi mensili vB-via Bacco e iV-i Viaggi del Corriere. Sempre nel 2023, dall'11 settembre tutti i lunedì viene pubblicato con un inserto dedicato allo sport locale e nazionale di 28-40 pagine, con la controtestata Sport del Lunedì; dal 15 settembre, il Gruppo Corriere ha ripreso le pubblicazioni online del Corriere di Maremma che erano state sospese nel 2015.
Dal 30 aprile 2024 del Gruppo Corriere fa parte anche Radio Corriere dell'Umbria, emittente Dab. La programmazione è prevalentemente d'informazione locale e nazionale, e ha ampi spazi dedicati alle trasmissioni musicali.
La stampa è in quadricromia in sedicesimi e avviene a Roma presso le rotative della Litosud. La raccolta pubblicitaria, in precedenza affidata alla A. Manzoni & C. di Milano, è ora gestita in proprio dalla Polimedia.

## Diffusione
Il Corriere dell'Umbria è leader per vendite e diffusione in Umbria (dati Audipress I-2007: lettori 420 000) ed è il capostipite di un gruppo editoriale, il Gruppo Corriere con sede a Perugia, composto da vari quotidiani che consistono in edizioni provinciali diffuse nell'Italia Centrale: Corriere di Arezzo, Corriere di Siena e Corriere di Maremma (per la provincia di Grosseto).
| Anno | Copie vendute |
| ---- | ------------- |
| 2008 | 20 529        |
| 2007 | 23 898        |
| 2006 | 25 769        |

- I dati comprendono, oltre al Corriere dell'Umbria, anche le varie edizioni locali. Dati ADS.